# Erianthemum schmitzii
Erianthemum schmitzii är en tvåhjärtbladig växtart som beskrevs av Simone Balle och D. Wiens & R.M. Polhill. Erianthemum schmitzii ingår i släktet Erianthemum och familjen Loranthaceae. Inga underarter finns listade i Catalogue of Life.